# Публий Пазидиен Фирм
Публий Пазидиен Фирм (лат. Publius Pasidienus Firmus) — римский политический деятель первой половины I века.
В 49—51 годах, в правление императора Клавдия, Фирм был проконсулом провинции Вифиния и Понт. С мая по июнь 65 года, при императоре Нероне, он занимал должность консула-суффекта, став на место консула того года Марка Юлия Вестина Аттика, замешанного в заговоре Пизона.
Его сыном был консул-суффект 75 года Луций Пазидиен Фирм.